# Ángeles y monstruos
"Angels and monsters - Ángeles y monstruos" es el quinto episodio de la tercera temporada de la serie de televisión Héroes.

## Resumen
Claire Bennet se dirige al hogar de Stephen Canfield, quien se encuentra tratando de hablar con su familia. Claire aparece dejándolo en shock por la parte trasera de su casa. Cuando este se recupera; Claire no se muestra nada comprensiva por el problema de que Canfield posee, viéndose en la obligación de desarmarla con su habilidad ocasionando que ésta se impresione. Una vez que ella ve que en realidad Stephen no es un monstruo entonces ella trata de ayudarlo con su problema. En el progreso Noah y Sylar aparecen ocasionando que Canfield piense que Claire le tendió una trampa y crea un agujero que ocasiona que todo a su alrededor se vaya directo al fondo, hasta incluso casi se lleva a Claire, pero es rescatada por Sylar y termina molestándose con Noah por aceptar trabajar con él luego de que este la lastimó. Noah le exhorta que ella lo comprenda y luego amenaza a Stephen tras haber sido plantado por su familia; lo que ocasiona que ésta se moleste aún más y todo acaba en el suicidio de Stephen. Al final Claire se disculpa con su madre y ésta le dice que Meredith la trajo ahí.
En alguna otra parte Meredith (quien había ido a buscar a Claire) es apresada por Eric Doyle gracias a sus poderes de titiritero.
Hiro Nakamura y Ando Masahashi tratan de conseguir información del "villano" que está reuniendo la fórmula desenterrando a Adam Monroe. Sin embargo; este no les proporciona la ayuda que ellos quieren, ocasionando que este les tienda una trampa y terminen perdiéndolo. Más tarde, Knox y Daphne aparecen en el bar para ofrecerle a Hiro ingresar a Pinehearts. Sin embargo, debe matar a Ando por órdenes de Knox. Hiro; viendo que no le queda otra opción, mata a Ando.
Angela Petrelli; tras haber sido atacada por Peter, quien casi la mata, lo seda y les explica a Tracy y a Nathan que sus habilidades las obtuvieron sintéticamente ocasionando que ambos se molesten con ella. Luego, sola en su oficina tiene otro sueño precognitivo donde Arthur Petrilli se le aparece y la paraliza.
Mohinder, convertido en todo un monstruo ataca a Maya Herrera encerrándola en un capullo y dejando más víctimas vacantes.
Por último, a Daphne le es encargada otra misión, que consiste en localizar a Matt Parkman. Ella accede y cuando se va, Linderman desaparece, y le revela que es Maury Parkman el responsable de traer de regreso a Linderman, quien visitó al mismo tiempo a Arthur Petrelli.